# A–7 Corsair II
Az A–7 Corsair II szubszonikus vadászbombázó repülőgép, melyet az F–8 Crusader áttervezésével az Amerikai Egyesült Államokban fejlesztettek ki az Amerikai Haditengerészet igényeinek megfelelően. 
Ezen a repülőgépen alkalmaztak először Head-up display-t, radarral helyesbített tehetetlenségi navigációs rendszert, valamint ez volt az első harci repülőgép, amelynek kétáramú gázturbinás sugárhajtóműve volt. A repülőgépet rendszeresítette az Amerikai Légierő is, az A–1 Skyraidereket váltották le a lelőtt pilótákat kereső és mentő helikopterek támogatásában. A gép részt vett a vietnámi háborúban, Líbia 1986-os bombázásában, és az Öbölháborúban. 
Görögország, Portugália és Thaiföld is vásárolt a repülőgépből. Az amerikai gépeket 1993.-ra, a portugálokat 2001-re vonták ki a hadrendből, a görög és a thai gépek még repülnek.